# 1957-es Formula–1 német nagydíj
Az 1957-es Formula–1-es világbajnokság hatodik futama a német nagydíj volt.

## Futam
Az olasz csapatok a német nagydíjon visszavágtak a Vanwallnak: Az első rajtsorban csak Maserati és Lancia-Ferrari állt. Fangio szerezte meg a pole-t Hawthorn, Behra és Collins előtt. A mezőny Formula–2-es autókkal (Porschék és Cooperek) egészült ki.
A rajtnál Hawthorn és Collins állt az élre, de Fangio a harmadik körben megelőzte Collinst, majd Hawthornt, így az élre állt. Collins később megelőzte Hawthornt, de ő se tudta utolérni az argentin versenyzőt, aki egyre nagyobb előnyre tett szert. Fangio a verseny közepén a Lancia-Ferrarikkal ellentétben üzemanyagot vételezett és kereket cseréltetett. Az egyik kerék leszedésével komoly probléma adódott, ezért a kiállás nagyon lassúra sikerült. Amikor visszatért a két Ferrari mögé, hátránya már 48 másodperc volt. A következő tíz kör alatt kilencszer döntötte meg a pályarekordot, leggyorsabb köre 8 másodperccel jobb volt a pole pozíciónál. A 21. kör elején utolérte Collinst, és az egyik egyenesben már egymás mellett haladtak. A közeledő híd alatt alig fért volna el a két autó egymás mellett. Collins meghátrált, így Fangio megszerezte a második helyet. A kör végén, egy balos kanyarban úgy előzte meg Hawthornt, hogy bal kerekei a füvön voltak. Fangio ezzel visszaállt az élre, és megnyerte a versenyt Hawthorn és Collins előtt.
Az ötödik bajnoki címét bebiztosító argentin versenyt így kommentálta: "Soha nem vezettem életemben ezelőtt még ilyen gyorsan, és nem hiszem, hogy még egyszer képes lennék rá".
| Helyezés | #  | Versenyző               | Csapat/Motor  | Futott körök | Idő/Kiesés oka   | Rajthely | Pontszám |
| -------- | -- | ----------------------- | ------------- | ------------ | ---------------- | -------- | -------- |
| 1        | 1  | Juan Manuel Fangio      | Maserati      | 22           | 3:30'38,3        | 1        | 9        |
| 2        | 8  | Mike Hawthorn           | Ferrari       | 22           | +3,6             | 2        | 6        |
| 3        | 7  | Peter Collins           | Ferrari       | 22           | +35,6            | 4        | 4        |
| 4        | 6  | Luigi Musso             | Ferrari       | 22           | +3'37,6          | 8        | 3        |
| 5        | 10 | Stirling Moss           | Vanwall       | 22           | +4'37,2          | 7        | 2        |
| 6        | 2  | Jean Behra              | Maserati      | 22           | +4'38,5          | 3        |          |
| 7        | 3  | Harry Schell            | Maserati      | 22           | +6'47,5          | 6        |          |
| 8        | 16 | Masten Gregory          | Maserati      | 21           | +1 kör           | 10       |          |
| 9        | 11 | Tony Brooks             | Vanwall       | 21           | +1 kör           | 5        |          |
| 10       | 4  | Giorgio Scarlatti       | Maserati      | 21           | +1 kör           | 13       |          |
| 11       | 15 | Bruce Halford           | Maserati      | 21           | +1 kör           | 16       |          |
| 12       | 21 | Edgar Barth             | Porsche       | 21           | +1 kör           | 12       |          |
| 13       | 28 | Brian Naylor            | Cooper-Climax | 20           | +2 kör           | 17       |          |
| 14       | 27 | Carel Godin de Beaufort | Porsche       | 20           | +2 kör           | 20       |          |
| 15       | 25 | Tony Marsh              | Cooper-Climax | 17           | +5 kör           | 22       |          |
| Ki       | 17 | Hans Herrmann           | Maserati      | 14           | Alváz            | 11       |          |
| Ki       | 20 | Umberto Maglioli        | Porsche       | 13           | Motor            | 15       |          |
| Ki       | 23 | Roy Salvadori           | Cooper-Climax | 11           | Felfüggesztés    | 14       |          |
| Ki       | 18 | Paco Godia              | Maserati      | 11           | Kormány          | 21       |          |
| Ki       | 12 | Stuart Lewis-Evans      | Vanwall       | 10           | Váltó            | 9        |          |
| Ki       | 24 | Jack Brabham            | Cooper-Climax | 6            | Váltó/erőátvitel | 18       |          |
| Ki       | 26 | Paul England            | Cooper-Climax | 4            | Gyújtáselosztó   | 23       |          |
| Ki       | 29 | Dick Gibson             | Cooper-Climax | 3            | Kormányszerkezet | 24       |          |
| Ki       | 19 | Horace Gould            | Maserati      | 2            | Tengely          | 19       |          |

### Statisztikák
- Juan Manuel Fangio 24. (utolsó) GP győzelme (R), 27. pole pozíció (R), 22. leggyorsabb kör (R), 9. mesterhármasa (R).
- Maserati 9. GP győzelme
- A versenyben vezettek:
  - Mike Hawthorn 8 kör (1-2/15-20)
  - Juan Manuel Fangio 11 kör (3-11/21-22)
  - Peter Collins 3 kör (12-14)

Umberto Maglioli utolsó versenye.